# Barasana-Eduria jezik
Barasana-Eduria jezik (ISO 639-3: bsn; barasana, barasano, come masa, comematsa, edulia, eduria, janera, paneroa, southern barasano, taibano, taiwaeno, taiwano), indijanski jezik porodice tukano kojim govori oko 1 890 ljudi (2001) iz plemena Barasána i Erulia (Eduria) u kolumbijskom departmanima Vaupés i Amazonas i brazilskoj državi Amazonas na rezervatima Pari Cachoeira I, Pari Cachoeira II i Pari Cachoeira III.
Postoje dva dijalekta kojima se služe ova plemena, to su barasana (southern barasano, comematsa, janera, paneroa, yebamasa) i eduria (edulia, taiwano).

## Vanjske poveznice
- Ethnologue (14th)
- Ethnologue (15th)